# Certance
Certance era una società privata impegnata nella progettazione e produzione di unità nastro per computer.
Con sede a Costa Mesa, in California, Certance ha progettato e prodotto unità utilizzando un'ampia gamma di formati nastro, tra cui le unità nastro Travan, DDS e Linear Tape-Open. Certance era uno dei tre partner tecnologici originali (Certance, IBM e Hewlett Packard), che ha creato la tecnologia Linear Tape-Open.
Nel 2005 Certance è stata acquisita da Quantum Corporation.

## Storia
La società ha iniziato come divisione dei sistemi di storage rimovibili di Seagate Technology. La divisione è stata costituita nel 1996 dalle società di archiviazione Archive Corp., Irwin Magnetic Systems, Cipher Data Products e Maynard Electronics. In una ristrutturazione che coinvolge Seagate Technology e Veritas Software, la divisione è stata scorporata nel 2000 nella società indipendente Seagate Removable Storage Systems. La compagnia era il leader mondiale per la spedizione di volumi unitari nel 2001, 2002 e 2003.
Il nome della società è stato cambiato in "Certance" nel 2003. Nel 2004, Quantum Corporation ha annunciato l'intenzione di acquisire Certance. L'acquisizione è stata completata nel 2005, dopodiché Certance ha cessato di esistere come società indipendente.